# Formación Moreno Hill
La Formación Moreno Hill es una formación geológica situada en Nuevo México, Estados Unidos, cuyos estratos han sido datados del período Cretácico Superior. Los restos de dinosaurios se encuentran entre los fósiles que se han recuperado de esta formación.

## Paleofauna de vertebrados

### Dinosaurios
| Dinosaurios de la Formación Moreno Hill   | Dinosaurios de la Formación Moreno Hill | Dinosaurios de la Formación Moreno Hill | Dinosaurios de la Formación Moreno Hill | Dinosaurios de la Formación Moreno Hill |
| Taxón                                     | Presencia                               | Descripción | Imagen                                  |                                         |
| ----------------------------------------- | --------------------------------------- | --- | --------------------------------------- | --------------------------------------- |
| Género: - Suskityrannus hazelae           |                                         | un tiranosauroideo . |                                         |                                         |
| Clado: - Jeyawati 1. J. rugoculus         |                                         | Un hadrosauromorfo basal. |                                         |                                         |
| Género: - Nothronychus 1. N. mckinleyi    |                                         | Un terizinosaurio. "Dientes, huesos fragmentarios del cráneo, vértebras cervicales y algunas otras, la escápula, miembro anterior y posterior parcial." |                                         |                                         |
| Género: - Zuniceratops 1. Z. christopheri |                                         | Un ceratopsio. "Materiales craneanos y postcraneales parciales de cinco individuos."                                                                    |                                         |                                         |